# Martin Grötschel

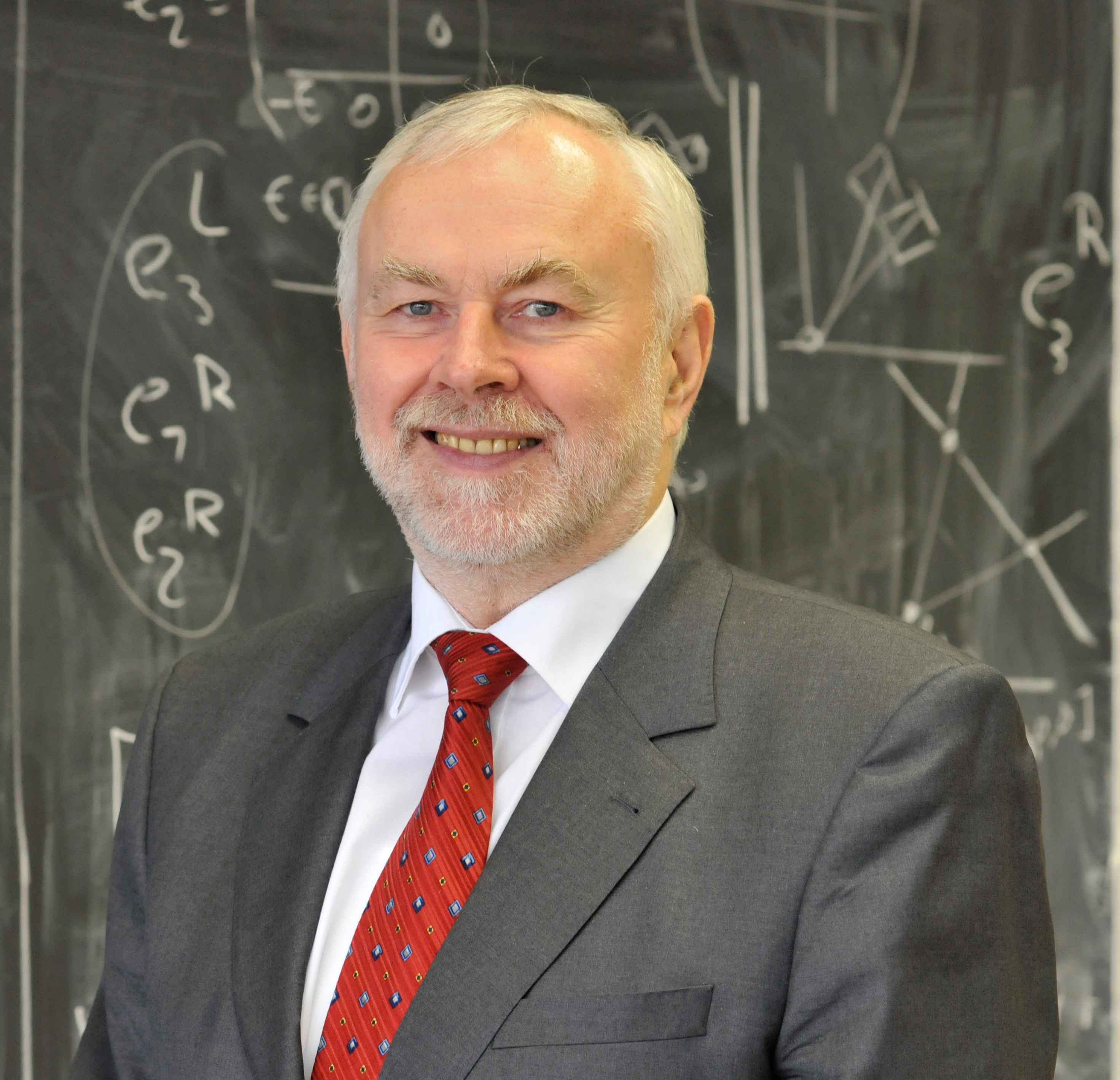
Martin Grötschel

Martin Grötschel (* 10. September 1948 in Schwelm) ist ein deutscher Mathematiker. Von 1991 bis 2012 war er Vizepräsident und von 2012 bis 2015 Präsident des Konrad-Zuse-Zentrums für Informationstechnik (ZIB). Vom 1. Oktober 2015 bis zum 30. September 2020 war er Präsident der Berlin-Brandenburgischen Akademie der Wissenschaften (BBAW).

## Leben
Grötschel studierte von 1969 bis 1973 Mathematik und Wirtschaftswissenschaften an der Ruhr-Universität Bochum. 1977 wurde er an der Universität Bonn mit einer Dissertation über Optimierung in Wirtschaftswissenschaften bei Bernhard Korte promoviert; 1981 habilitierte er sich in Bonn mit einer Schrift im Gebiet Operations Research. Ein Jahr später nahm er einen Ruf auf einen Lehrstuhl für Angewandte Mathematik an die Universität Augsburg an. Von 1991 bis zu seinem Eintritt in den Ruhestand Ende September 2015 war er Inhaber des Lehrstuhls für Informationstechnik an der TU Berlin. Martin Grötschel war von 1989 bis 1996 Mitglied des Vorstandes der Deutschen Mathematiker-Vereinigung und von 1993 bis 1994 ihr Vorsitzender. Er war von 1999 bis 2014 Mitglied des Exekutivkomitees der Internationalen Mathematiker Union (IMU) und von 2007 bis 2014 (als erster Deutscher) IMU-Generalsekretär. Seit 2011 gehört er dem Vorstand der Einstein-Stiftung Berlin an und hatte 2011–2015 den Vorstandsvorsitz inne. Er war Mitbegründer und langjähriger Sprecher des DFG-Forschungszentrums Matheon (seit 2014 nur noch Matheon).
Martin Grötschel ist seit 1976 mit seiner Frau Iris Grötschel verheiratet und hat drei Töchter.

## Wirken
Martin Grötschel gilt als einer der international profiliertesten Vertreter der kombinatorischen Optimierung.
Mathematisch hat Martin Grötschel vor allem an Problemen der Graphentheorie, der linearen und gemischt-ganzzahligen Optimierung und des Operations Research gearbeitet. Bereits in seiner Doktorarbeit konnte Grötschel bedeutende Fortschritte in der Entwicklung von Lösungsverfahren zum Problem des Handlungsreisenden erzielen, insbesondere trug er viel zum Verständnis von Schnittebenenverfahren bei. Seine gemeinsamen Veröffentlichungen mit L. Lovász und A. Schrijver zur Ellipsoidmethode und deren Anwendung in der kombinatorischen und konvexen Optimierung haben weltweite Beachtung gefunden. In den letzten Jahren hat sich Martin Grötschel neben „klassischen“ mathematischen Problemen vor allem mit Fragen der mathematischen Modellierung und Lösung von realen Problemen der Wirtschaft und Industrie beschäftigt. Zu den von ihm behandelten Fragestellungen gehören die Optimierung von Produktionsabläufen, Optimierungsprobleme im Öffentlichen Nahverkehr und in der Logistik, die Steuerung von CNC-Maschinen und Robotern, die Reduzierung von Energieverbrauch, die Optimierung von Telekommunikationsnetzwerken und die Frequenzplanung im Mobilfunk.
Seit den frühen 1990er Jahren hat sich Grötschel intensiv mit Fragen der elektronischen Information und Kommunikation, Bibliothekssystemen, Open Access und Open Science beschäftigt und in vielen nationalen und internationalen Gremien zu diesem Themenkreis mitgewirkt.

## Ehrungen und Auszeichnungen
Im Laufe seiner Forscherkarriere erhielt Martin Grötschel zahlreiche Auszeichnungen für seine Beiträge zur mathematischen Optimierung, unter anderem den Fulkerson-Preis im Jahre 1982, den George-B.-Dantzig-Preis im Jahre 1991 sowie den Gottfried-Wilhelm-Leibniz-Preis der Deutschen Forschungsgemeinschaft 1995. 2004 bekam Grötschel von der Association of European Operational Research Societies die EURO Gold Medal verliehen. 2006 erhielt er die „Alwin-Walther-Medaille“ der TU Darmstadt sowie den „John von Neumann Theory Prize“ des Institute for Operations Research and Management Science. 2006 wurde ihm die Ehrendoktorwürde der Universität Karlsruhe verliehen, 2007 die der Vietnamesischen Akademie der Wissenschaften und Technologie, 2008 der Otto-von-Guericke-Universität Magdeburg und 2011 der Universität Augsburg.
1998 wurde er Ehrenmitglied der DMV. Seit 2011 ist er Distinguished Affiliated Professor der TU München.
Er ist seit 1995 Ordentliches Mitglied der Berlin-Brandenburgischen Akademie der Wissenschaften, seit 1999 Foreign Member der National Academy of Engineering (NAE), USA, seit 2003 Mitglied der Deutschen Akademie der Technikwissenschaften (acatech), seit 2005 Mitglied der Nationalen Akademie der Wissenschaften Leopoldina, seit 2015 Foreign Member der Chinesischen Akademie der Wissenschaften, seit 2016 Fellow der The World Academy of Sciences (TWAS) for the advancement of science in the developing world und seit 2017 Mitglied der Academia Europaea.
2008 erhielt Grötschel den Berliner Wissenschaftspreis und die Goldene Ehrennadel der Technischen Universität Berlin. 2014 wurde Martin Grötschel für herausragende wissenschaftliche Leistungen bei der Entwicklung und Umsetzung von Entscheidungs- und Optimierungsmethoden im Verkehrswesen mit dem Life Time Award der Stiftung heureka ausgezeichnet. 2021 wird er mit der Georg-Cantor-Medaille der Deutschen Mathematiker-Vereinigung ausgezeichnet.

## Schriften
- mit Volker Mehrmann, Klaus Lucas (Hrsg.): Produktionsfaktor Mathematik – wie die Mathematik die Wirtschaft bewegt. Springer 2009.
- mit Alexander Schrijver und Laszlo Lovasz: Geometric algorithms and combinatorial optimization. Springer 1988, 2. Auflage 1993.
- mit R. L. Graham und L. Lovász (Hrsg.): Handbook of Combinatorics, 2 Vols. MIT Press, Elsevier 1995.